# Hypsoides colminidentata
Hypsoides colminidentata är en fjärilsart som beskrevs av Charles Oberthür. Hypsoides colminidentata ingår i släktet Hypsoides och familjen tandspinnare. Inga underarter finns listade i Catalogue of Life.